# Conrad Totman
Conrad Davis Totman (né le 5 janvier 1934 à Conway, dans le Massachusetts) est un historien, universitaire, écrivain, traducteur et japonologue américain, professeur émérite à l'université Yale.

## Biographie
Né à Conway dans le Massachusetts, Totman fait ses études à l'Université du Massachusetts et obtient un Ph.D. d'histoire de l'Asie à l'Université Harvard en 1964. Il enseigne l’histoire japonaise à l'Université de Californie à Santa Barbara, à l'Université Northwestern et à Yale. Il prend sa retraite de Yale en 1997.

## Publications
Les publications de Totman comprennent 39 titres dans 145 publications en 4 langues et 7 885 fonds de bibliothèques.
- Politics in the Tokugawa bakufu, 1600-1843, 1967
- The collapse of the Tokugawa bakufu, 1862-1868, 1980
- Japan before Perry: a short history, 1981
- Tokugawa Ieyasu, shogun: a biography, 1983
- The origins of Japan's modern forests: the case of Akita, 1985
- The green archipelago: forestry in preindustrial Japan, 1989
- Tokugawa Japan: the social and economic antecedents of modern Japan, 1990
- Early Modern Japan, 1993
- The lumber industry in early modern Japan, 1995
- A History of Japan, 2000
- Pre-industrial Korea and Japan in environmental perspective, 2004
- Japan's imperial forest, Goryorin, 1889-1945: with a supporting study of the Kan/Min division of woodland in early Meiji Japan, 1871-76, 2007

## Crédit d'auteurs
- (en) Cet article est partiellement ou en totalité issu de l’article de Wikipédia en anglais intitulé « Conrad Totman » (voir la liste des auteurs).